# Trigonophylla tarachodes
Trigonophylla tarachodes är en fjärilsart som beskrevs av Turner 1919. Trigonophylla tarachodes ingår i släktet Trigonophylla och familjen plattmalar. Inga underarter finns listade i Catalogue of Life.